# Агау
Агау је народ у источној Африци, у чијем су саставу племена Хамта, Хамир, Кајка, Кемант, Бого или Билан, Фалаша и Агау-Гоџама, настањени у Етиопији, у околини језера Тана и града Гондера, а делом и у Еритреји, северно од града Асмара.
Има их 532.566, употребљавају језик који припада кушитској групи семитско-хамитске породице језика. Вера је хришћанска (монофизити), део јудаиста (племе Фалаша) и традиционална месна веровања.